# Рандомізоване контрольоване дослідження
Рандомізоване або довільно контрольоване дослідження (РКД, англ. randomized controlled trial, randomized control trial, RCT) — тип наукового (часто медичного) експерименту, при якому його учасники у довільному порядку діляться на групи, в одній з яких проводиться досліджуване втручання, а в іншій (контрольній) застосовуються стандартні методики або плацебо.
Довільно-контрольовані дослідження проводяться з середини XX сторіччя. Вони є основою доказової медицини. При аналізі результатів РКД застосовують статистичні методи, що визначають наукову обґрунтованість отримуваних висновків. РКД є найоптимальнішим для оцінки ефективності лікування і має низьку ймовірність виникнення систематичної похибки. Недоліками РКД є складність проведення і неможливість поширення результатів на деякі сукупності.
Еталоном клінічних досліджень є довільно-контрольовані подвійно сліпі дослідження, при яких довільність здійснюється таємно, а контрольна група отримує плацебо, що не відрізняється від досліджуваного втручання.